# Verbascum nudatum
Verbascum nudatum är en flenörtsväxtart som beskrevs av Svante Samuel Murbeck. Verbascum nudatum ingår i släktet kungsljus, och familjen flenörtsväxter. Utöver nominatformen finns också underarten V. n. spathulatum.